# Gardenia latifolia
Gardenia latifolia là một loài thực vật có hoa trong họ Thiến thảo. Loài này được Aiton mô tả khoa học đầu tiên năm 1789.

## Hình ảnh

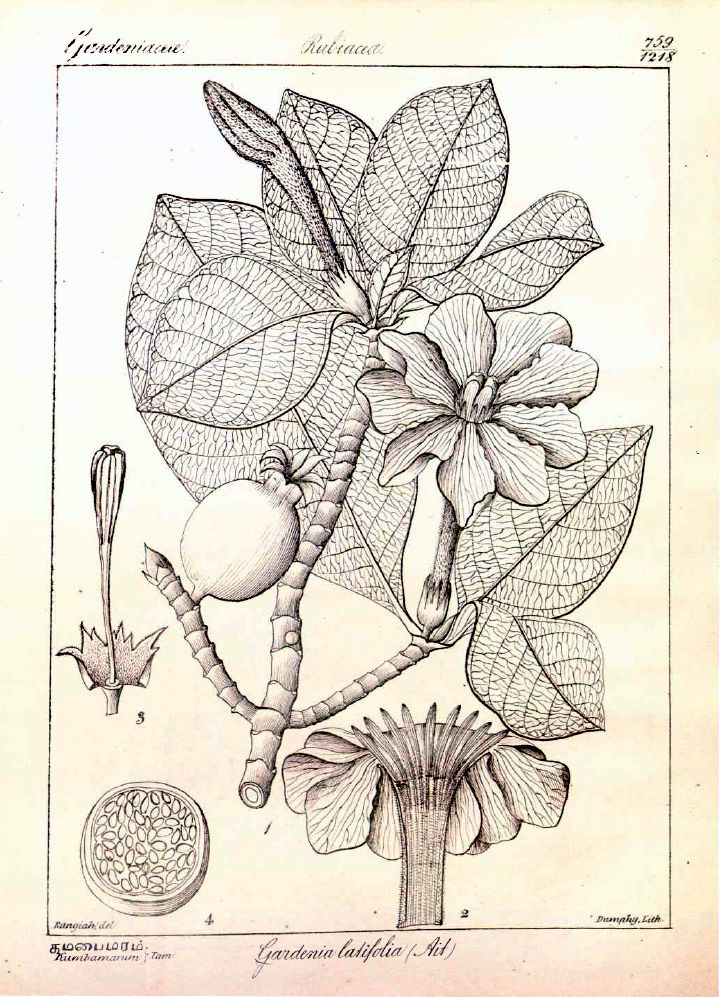
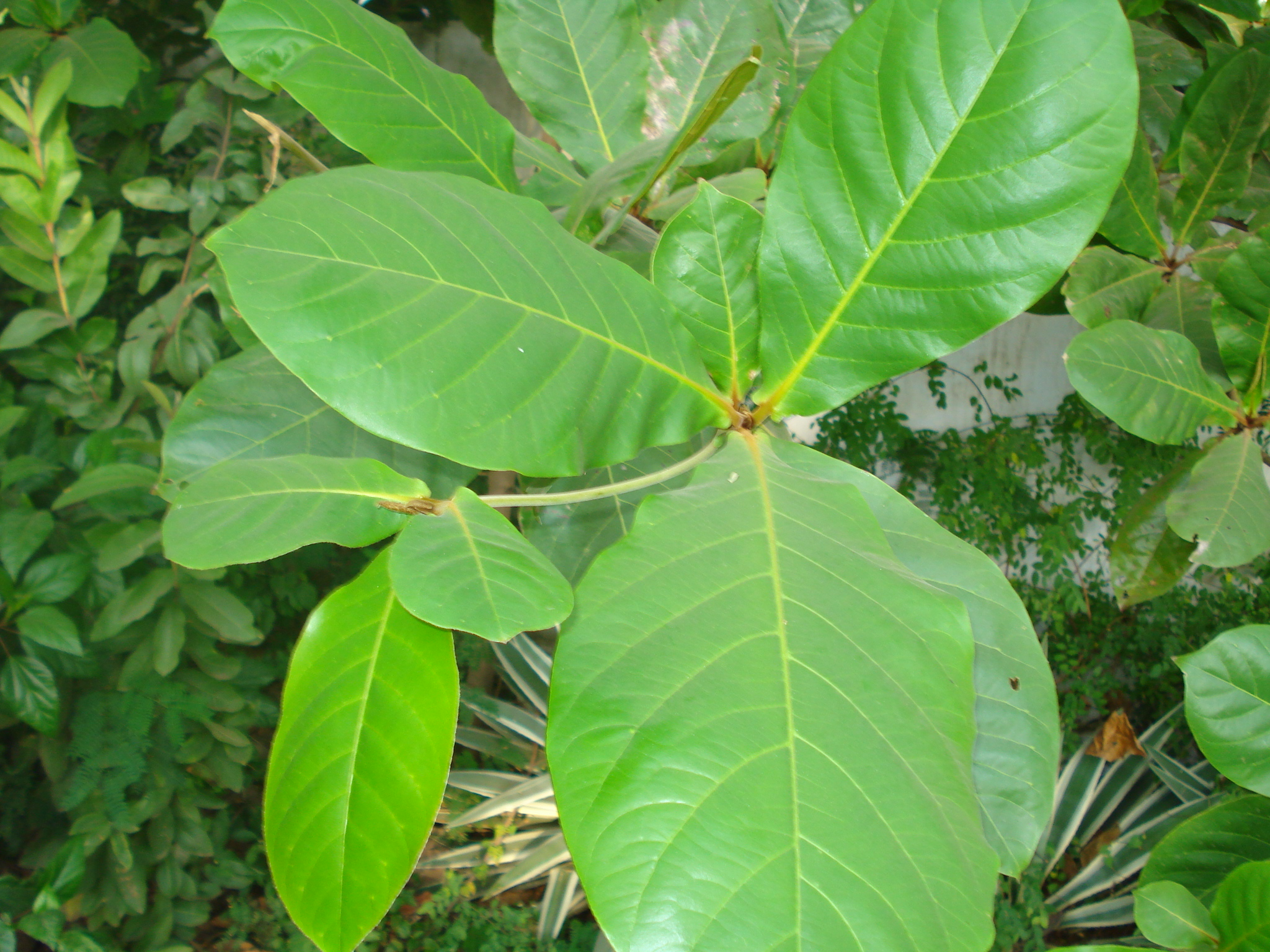